# Système spatial
Un système spatial est un concept géonomique qui désigne l'espace géographique constitué d'un système d'éléments interdépendants.

## Notions et propriétés
La notion de système spatial est mobilisée par de nombreux chercheurs dans des sens différents,. Il peut être conçu comme un ensemble de relations horizontales (ne concernant que des entités spatiales, localisées) ou verticales, en faisant intervenir la société et l'environnement

### Constituants
Un système spatial est, comme tout système, constitué d'un ensemble dynamique d'éléments en interaction. Sa spécificité est de faire de l'espace géographique un ou plusieurs de ces éléments, qui sont à la fois déterminants et déterminés.
Geneviève et Philippe Pinchemel attribuent aux systèmes spatiaux cinq sous-systèmes indissociables :
- les lieux centraux ;
- les réseaux de relations ;
- les unités d'appropriation ;
- les unités d'administration ;
- l'utilisation du sol.

Le système spatial défini par le géographe grec C. Doxiadis mobilise quatre éléments :
- le centre ;
- le réseau de circulation ;
- l'espace homogène ;
- les utilisations spécifiques.

### Résilience
La perturbation d'un système (spatial ou non) peut produire trois réponses : l'instabilité, l'adaptabilité et la diversité.